# Margalida de Montferrat

Escut de Pere II d'Urgell, espòs de Margalida de Montferrat

Margalida de Montferrat era filla de Joan II, marquès de Montferrat, i d'Elisabet de Mallorca, filla del destronat Jaume III. Es casà vers el 1375 amb Pere II d'Urgell, fill del comte Jaume I d'Urgell i la comtessa Cecília de Comenge. El seu espòs havia contret matrimoni en primeres núpcies el 1363 amb Beatriu de Cardona, amb la qual no tingué descendència.
Pere II, en heretar el comtat d'Urgell del seu pare, havia hagut de refer les finances, i va reordenar el tresor i la fiscalitat del comtat amb el suport de la seva mare, amb la qual inicià grans construccions. El 1376, va atorgar a la ciutat de Balaguer la potestat de realitzar un mercat, alhora que abolia algunes feixugues imposicions. Fou fidel al seu oncle Pere III el Cerimoniós, que el nomenà lloctinent de València.

## Descendència
El matrimoni tingué set fills: 
- Jaume II d'Urgell el Dissortat, que es casà amb Isabel, filla del rei Pere III el Cerimoniós;
- Tadeu d'Urgell i Beatriu d'Urgell, tots dos morts joves;
- Elionor d'Urgell, eremita a Montblanc;
- Cecília d'Urgell, que seria esposa de Bernat IV de Cabrera;
- Isabel d'Urgell abadessa del monestir de Sixena.[1]
- Pere d'Urgell
- Joan d'Urgell.

## La viudetat
Quedà vídua el 1408 i el seu esdevenidor restà estretament lligat al del seu primogènit. De fet, sempre s'ha considerat clau la seva influència en el govern comtal i, sobretot, en les pretensions del seu fill al tron reial, de qui hom ha destacat un caràcter vacil·lant i irresolut. Per bé que el rei Martí I l'Humà l'havia nomenat lloctinent i governador general dels regnes, càrrec que ocupaven els hereus a la corona, la mort en campanya del seu fill Martí el Jove el 1409 portà el rei a intentar afavorir el seu net Frederic de Luna, fill natural de Martí el Jove, com a futur rei. Però la mort de Martí I el 1410 sense haver designat successor, el 1410, obrí un interregne que, finalment, es va concloure amb el compromís de Casp del 1412, en virtut del qual no es van tenir en compte els drets legítims de Jaume II d'Urgell a la corona, i Ferran d'Antequera fou nomenat rei.
La contesa que llavors obrí el Dissortat contra Ferran I d'Aragó, que molts han considerat instigada per la seva mare, acabà amb el setge i la rendició de Balaguer, l'empresonament perpetu del comte i la pèrdua de tots els béns de la família.
A partir de llavors, Margalida visqué en la penúria econòmica, tot i que, el 1414, el rei li concedí una pensió mòdica anual per a ella i les seves dues filles solteres. Es va instal·lar a Saragossa i més tard a Morella, on intentà per totes les vies possibles assolir l'excarceració del seu fill, empresonat a Urueña (prop de la frontera de Castella amb Portugal), fins al punt de planificar una conspiració per alliberar-lo que, en ser descoberta, li causà successius empresonaments a Cullera, en una alqueria prop de València, i a Alacant. Traslladada de nou a Morella, hi morí el 1420, mentre el seu fill ho feu el 1433 al castell de Xàtiva.